# Tawrijske (Saporischschja)
Tawrijske (ukrainisch Таврійське; russisch Таврическое Tawritscheskoje) ist ein Dorf im Norden der ukrainischen Oblast Saporischschja mit etwa 2300 Einwohnern (2024).

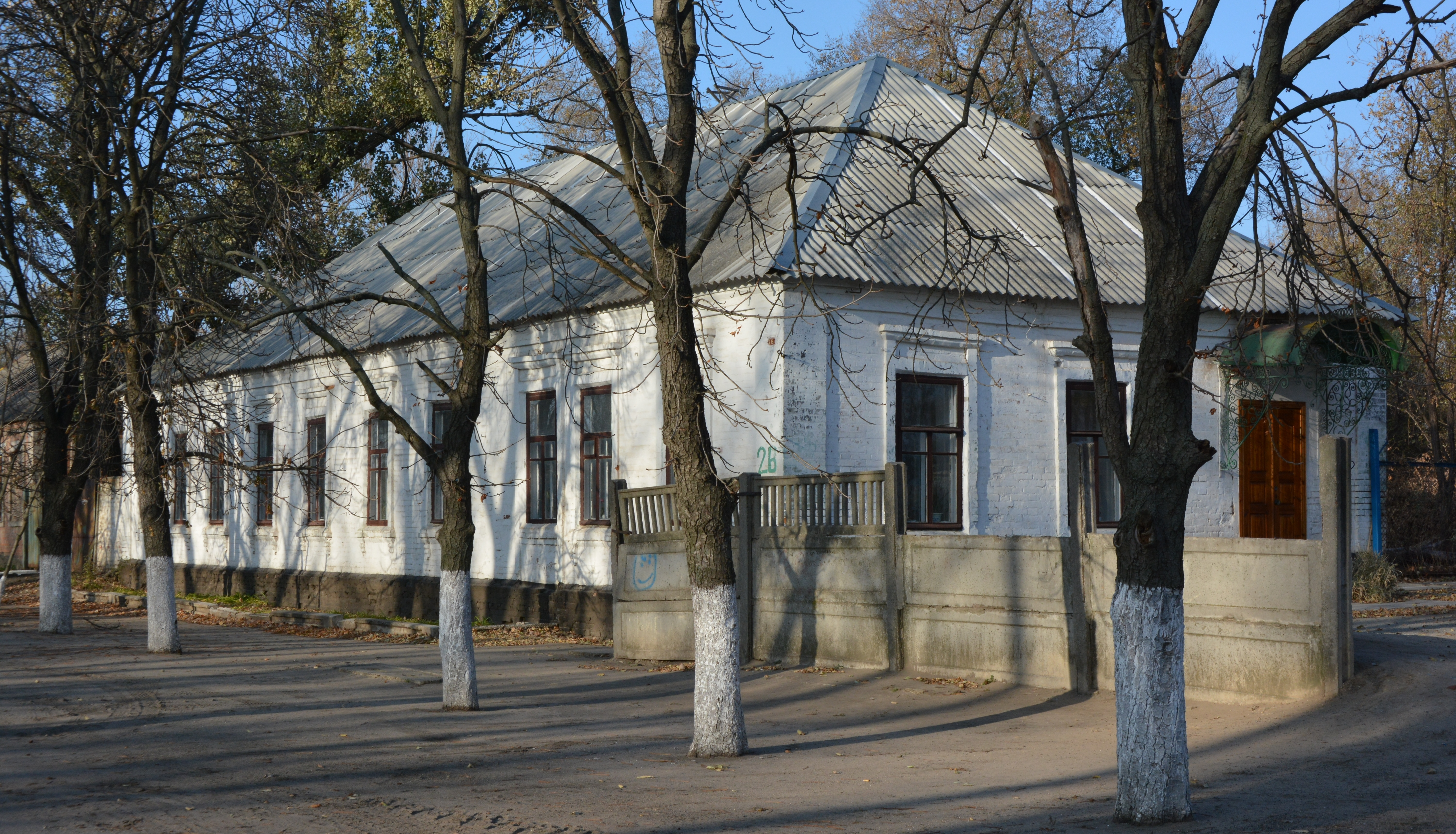
Schulgebäude im Ort

Das 1798 gegründete Dorf entstand aus einem 1770 gegründeten Bauernhof und trug bis 1939 den Namen Scherebez (Жеребець), dann bis zum 12. Mai 2016 den Namen Kirowe (ukrainisch Кірове; russisch Кирово/ Kirowo) und seither den heutigen Namen. Das Dorf besitzt eine Bahnstation an der Bahnstrecke Krywyj Rih–Komysch-Sorja.
Tawrijske liegt am rechten Ufer der 146 km langen Kinska gegenüber dem Dorf Jurkiwka (Юрківка) sowie an der Territorialstraße T–08–03. Das Dorf befindet sich etwa 50 km südöstlich vom Oblastzentrum Saporischschja und 14 km nordwestlich vom ehemaligen Rajonzentrum Orichiw.

## Verwaltungsgliederung
Am 28. Juli 2016 wurde das Dorf zum Zentrum der neugegründeten Landgemeinde Tawrijske (Таврійська сільська громада/Tawrijska silska hromada). Zu dieser zählen auch die 2 in der untenstehenden Tabelle aufgelisteten Dörfer, bis dahin bildete es zusammen mit dem Dorf Ljubymowka die gleichnamige Landratsgemeinde Tawrijske (Таврійська сільська рада/Tawrijska silska rada) im Zentrum des Rajons Orichiw.
Am 17. Juli 2020 kam es im Zuge einer großen Rajonsreform zum Anschluss des Rajonsgebietes an den Rajon Saporischschja.
Folgende Orte sind neben dem Hauptort Tawrijske Teil der Gemeinde:
| Name                     | Name       | Name                   |
| ukrainisch transkribiert | ukrainisch | russisch               |
| ------------------------ | ---------- | ---------------------- |
| Ljubymiwka               | Любимівка  | Любимовка (Ljubimowka) |
| Jurkiwka                 | Юрківка    | Юрковка (Jurkowka)     |